# جينيفر براون
جينيفر براون (بالألمانية: Jennifer Braun)‏ (و. 1991  م) هي مغنية ألمانية.

## وصلات خارجية
- جينيفر براون على موقع IMDb (الإنجليزية)
- جينيفر براون على موقع ميوزك برينز (الإنجليزية)
- جينيفر براون على موقع ديسكوغز (الإنجليزية)

- جينيفر براون في قاعدة بيانات الأفلام على الإنترنت